# Еріх Кольгауер
Еріх Кольгауер (нім. Erich Kohlhauer; 2 травня 1891, Ганау — 14 грудня 1970, Франкфурт-на-Майні) — німецький офіцер, генерал-майор вермахту. Кавалер Лицарського хреста Хреста Воєнних заслуг з мечами.

## Біографія
3 березня 1910 року вступив в 3-й телеграфний батальйон Прусської армії. Учасник Першої світової війни. З 1 серпня 1914 року — командир радіостанції. З 1916 року — референт при начальникові зв'язку. З 1918 року — командир фортечної телефонної роти армійської групи «C». 31 грудня 1920 року звільнений у відставку. В 1921/24 роках працював на телефонній фабриці Lorenz AG в Берліні.
1 жовтня 1934 року повернувся в армію і був призначений командиром роти 8-го батальйону зв'язку. З 1 вересня 1935 року — командир 48-го батальйону зв'язку, з 1 травня 1938 року — комендатури зв'язку у Відні. З 1 квітня 1939 року — начальник відділу управління зв'язку ОКВ. З 1 квітня 1942 року — командир 589-го полку зв'язку. З 1 травня 1942 року — керівник частин зв'язку 4-ї армії, з 1 квітня 1944 року — групи армій «Центр». З 10 квітня 1945 року — вищий керівник військ зв'язку Рейху ОКВ. 21 травня 1945 року взятий в полон британськими військами. 1 липня 1947 року звільнений.

## Звання
- Фенріх (3 березня 1910)
- Лейтенант (20 березня 1911)
- Оберлейтенант (18 червня 1915)
- Гауптман (20 червня 1918)
- Майор (1 вересня 1935)
- Оберстлейтенант (1 квітня 1938)
- Оберст (1 квітня 1941)
- Генерал-майор (1 квітня 1945)

## Нагороди
- Залізний хрест
  - 2-го класу (28 листопада 1914)
  - 1-го класу (30 вересня 1916)
- Хрест «За військові заслуги» (Австро-Угорщина) 3-го класу з військовою відзнакою (14 лютого 1915)
- Орден Альберта (Саксонія), лицарський хрест 2-го класу з мечами (24 вересня 1915)
- Хрест «За військові заслуги» (Ліппе) (4 березня 1918)
- Почесний хрест ветерана війни з мечами
- Медаль «За вислугу років у Вермахті» 4-го і 3-го класу (12 років; 2 жовтня 1936) — отримав 2 нагороди одночасно.
- Хрест Воєнних заслуг
  - 2-го класу з мечами
  - 1-го класу з мечами (9 листопада 1941)
- Німецький хрест в сріблі (22 жовтня 1943)
- Лицарський хрест Хреста Воєнних заслуг з мечами (10 квітня 1945)